# هروب الدجاج
هروب الدجاج (بالإنجليزية: Chicken Run تشيكن رن)‏ هو فيلم رسوم متحركة بريطاني من إنتاج عام 2000 صدر عن إستديوهات أردمان للرسوم المتحركة التي قامت بإنتاج فيلم والاس وجروميت: لعنة الأرنب المستذئب الذي فاز بجائزة الأوسكار للعام 2005.

## قصة الفيلم
تبدأ القصة بدجاج في مزرعه يحاولون الهروب بشتى الوسائل لكن من دون جدوى بسبب حارس المزرعة وكلابه وذات يوم بعد الإحباط سقط ديك اسمه روكي قادم من سيرك وكانت صورة السيرك وصورته هو فيها وكان يطير فظنوا انه يستطيع الطيران إلا أنه لم يكن كذلك فقد كان يخرج من مدفع ويظنون انه قادر على الطيران وأخيرا اتت لهم خطة جديدة وهي ان يدربهم الديك (روكي)على الطيران بشرط إلا أن الا يخبروا احدا انه هارب من السيرك وبما أنه لا يستطيع الطيران فقد أصبح يتعذر بذراعه المجروح إلا أن شفي فهرب من المزرعة من دون علم أحد بينما كانوا ينتظرونه للتدريب وصدموا لانهم لم يجدوه وارسلت السيدة تويدي في طلب آلة فطائر دجاج نظرا لعدم كسبها أي مال من بيض الدجاج وظن الدجاج ان هذه نهايته قبل أن يتوصلوا إلى فكرة من الصعب فعلها الا بسبب ارادتهم القوية وكانت الفكرة هي صناعة طائرة من بيوتهم الكبيرة ومعدات آلة السيدة تويدي واستطاعوا تعطيل آلة السيدة تويدي لوقت بينما يصلحون طائرتهم ولكن آلة السيدة تويدي صلحت قبل أن تكتمل الطائرة لذلك قالوا انهم يجب أن يختاروا من الخيارين :اما ان يموتون كدجاج حر واما ان يموتون وهم يحاولون واستطاعوا الهرب وأصبحوا يعيشون في الحشائش بدلا من المكان الذي كانوا فيه وعاد روكي وساعدهم في الهروب.

## وصلات خارجية
- (بالإنجليزية) الموقع الرسمي
- هروب الدجاج على موقع IMDb (الإنجليزية)
- هروب الدجاج على موقع ميتاكريتيك (الإنجليزية)
- هروب الدجاج على موقع روتن توميتوز (الإنجليزية)
- هروب الدجاج على موقع نتفليكس (الإنجليزية)
- هروب الدجاج على موقع قاعدة بيانات الأفلام العربية
- هروب الدجاج على موقع ألو سيني (الفرنسية)
- هروب الدجاج على موقع Turner Classic Movies (الإنجليزية)
- هروب الدجاج على موقع أول موفي (الإنجليزية)
- هروب الدجاج على موقع بوكس أوفيس موجو (الإنجليزية)
- هروب الدجاج على موقع فيلمافينيتي (الإسبانية)